# Si tu m'aimes
"Si tu m'aimes" (tạm dịch từ tiếng Pháp: "Nếu anh yêu em") là một bài hát của nữ ca sĩ người Bỉ-Canada Lara Fabian. Ca khúc do nhà sản xuất Rick Allison soạn nhạc và chính Fabian soạn lời. Allison cũng là người đảm nhận công tác sản xuất cho ca khúc. Phiên bản gốc của bài hát xuất hiện trong album phòng thu Carpe diem phát hành năm 1994 của Fabian. Trong bản phát hành năm 1995 của Carpe diem, bản gốc của "Si tu m'aimes" được thay thế bằng bản phối mới của Mario Brillon. Bản phối này cũng được đưa vào album phòng thu kế tiếp Pure (1996) của cô. Vào năm 1998, bản phối mới của bài hát được phát hành thành đĩa đơn chính thức thứ tư từ Pure và gặt hái được nhiều thành công về mặt thương mại. Tiếp nối thành công của "Tout" và Je t'aime", "Si tu m'aimes" trở thành đĩa đơn thứ ba của Fabian lọt vào top 10 trên hai bảng xếp hạng SNEP của Pháp và Ultratop 50 Wallonia của Bỉ. Sau này, Fabian đã thu âm thêm hai phiên bản tiếng Anh và tiếng Bồ Đào Nha của "Si tu m'aimes" cho album tiếng Anh đầu tiên của cô, Lara Fabian (1999). Hai phiên bản này lần lượt lấy tựa đề mới là "To Love Again" và "Meu Grande Amor".

## Diễn biến thương mại
Tại khu vực Wallonie của Bỉ, "Si tu m'aimes" ra mắt ở vị trí thứ 18 trên bảng xếp hạng Ultratop 50 Wallonia trong tuần ngày 19 tháng 9 năm 1998. Sau ba tuần, ca khúc đạt đến vị trí thứ 3 trên bảng xếp hạng và giữ vị trí này trong hai tuần liên tiếp. Trong các tuần kế tiếp, ca khúc lần lượt tụt xuống các vị trí thứ 5, thứ 8, thứ 10 và sau đó rơi khỏi top 10 của bảng xếp hạng. "Si tu m'aimes" hiện diện trên Ultratop 50 Wallonia trong tổng cộng 19 tuần liên tiếp trước khi tụt khỏi bảng xếp hạng vào đầu tháng 2 năm 1999. Vào ngày 30 tháng 10 năm 1998, ca khúc được BEA chứng nhận Vàng cho doanh số đạt 25.000 bản trên toàn Vương quốc Bỉ, trở thành đĩa đơn thứ ba trong sự nghiệp của Fabian có được chứng nhận từ tổ chức này. Tại Pháp, "Si tu m'aimes" ra mắt ở vị trí thứ 11 trên bảng xếp hạng đĩa đơn của SNEP trong tuần ngày 12 tháng 9 năm 1998. Ca khúc nhanh chóng leo lên vị trí thứ 5 trên bảng xếp hạng và giữ vị trí này trong hai tuần liên tiếp. Đây cũng là vị trí cao nhất mà đĩa đơn đạt được trên thị trường Pháp. Trong tổng cộng 27 tuần hiện diện trên bảng xếp hạng của SNEP, "Si tu m'aimes" có 15 tuần liên tiếp nằm trong top 11, kéo dài từ giữa tháng 9 đến khoảng giữa tháng 12 năm 1998. Ca khúc tụt khỏi bảng xếp hạng vào giữa tháng 3 năm 1999. Với việc lần lượt đạt đến vị trí thứ 3 và thứ 5 trên hai bảng xếp hạng của Bỉ và Pháp, "Si tu m'aimes" trở thành đĩa đơn thứ ba trong sự nghiệp của Fabian lọt vào top 10 của hai quốc gia này. Đây cũng là đĩa đơn có vị trí xếp hạng cao thứ nhì trên hai bảng xếp hạng Ultratop 50 Wallonia và SNEP trong tất cả các đĩa đơn của cô, chỉ xếp sau đĩa đơn "Tout" phát hành năm 1997.

## Video âm nhạc
Có hai video âm nhạc ứng với hai bản phối của "Si tu m'aimes". Video âm nhạc của phiên bản gốc do Phillipe-Louis Martin đạo diễn và được phát trên hệ thống truyền hình của Canada vào năm 1994. Sau khi bản phối mới được đưa vào album Pure, Fabian ghi hình một video âm nhạc mới cho bản phối này.

## Quảng bá và biểu diễn trực tiếp
Kho lưu trữ của Viện Nghe nhìn Quốc gia Pháp cho biết hãng PolyGram, công ty mẹ của Polydor, đã bắt đầu phát clip quảng cáo cho "Si tu m'aimes" trên truyền hình Pháp từ ngày 5 tháng 9 năm 1998. Clip quảng cáo sử dụng những trích đoạn từ video âm nhạc của bản phối mới. Từ năm 1995 cho đến nay, Fabian thường xuyên biểu diễn bản phối mới của "Si tu m'aimes" trong các buổi hòa nhạc trực tiếp. Một số màn biểu diễn trong số đó đã được đưa vào ba album trực tiếp Live 1999, Live 2002 và En Toute Intimité (2003). Một số màn biểu diễn "Si tu m'aimes" tiêu biểu khác của Fabian bao gồm tiết mục tại sự kiện từ thiện Téléthon Dystrophie Musculaire năm 1995, màn biểu diễn ra mắt đĩa đơn trong chương trình Vivement dimanche của Pháp vào ngày 27 tháng 9 năm 1998, màn biểu diễn trong chương trình Graines de star năm 1998 và màn diễn tại nhà hát Théâtre Saint-Denis ở Montréal, Québec vào ngày 12 tháng 10 năm 2018.

## Danh sách bài hát
- Đĩa đơn quảng bá tại Canada năm 1994, nhãn hiệu Arpège Musique, mã AMCD-13[14]

1. "Si tu m'aimes" – 3:28

- Đĩa đơn chính thức tại Pháp năm 1998, nhãn hiệu Polydor, mã 567 440-2[15]

1. "Si tu m'aimes" (Phiên bản mới) – 3:29
2. "J'ai zappé" – 5:08

## Những người thực hiện

### Phiên bản gốc
Thông tin lấy từ ghi chú trên bìa cassette Carpe diem phát hành năm 1994.
"Si tu m'aimes" (Phiên bản gốc trong album Carpe diem năm 1994)
- Lara Fabian – soạn lời, hát chính
- Rick Allison – soạn nhạc, sản xuất, cải biên, lập trình, guitar
- Dave Pickell – bàn phím, đàn organ Hammond B3

### Đĩa đơn
Thông tin lấy từ ghi chú trên bìa đĩa đơn và bìa album Carpe diem phát hành năm 1995.
| "Si tu m'aimes" (Phiên bản mới) - Lara Fabian – soạn lời, hát chính - Rick Allison – soạn nhạc, sản xuất, cải biên, guitar - Mario Brillon – phối khí - Dave Pickell – bàn phím, đàn organ Hammond B3 | Ảnh bìa của đĩa đơn - Vincent Soyez – ảnh bìa |

## Xếp hạng và chứng nhận
| Bảng xếp hạng (1998–99)   | Vị trí cao nhất |
| ------------------------- | --------------- |
| Bỉ (Ultratop 50 Wallonia) | 3               |
| Pháp (SNEP)               | 5               |

| Bảng xếp hạng (1998)   | Vị trí |
| ---------------------- | ------ |
| Bỉ (Ultratop Wallonia) | 35     |
| Pháp (SNEP)            | 23     |

| Bảng xếp hạng (1995–2020)       | Vị trí |
| ------------------------------- | ------ |
| Bỉ (Ultratop Top 1000 Wallonia) | 835    |

| Quốc gia                                                                           | Chứng nhận | Số đơn vị/doanh số chứng nhận |
| ---------------------------------------------------------------------------------- | ---------- | ----------------------------- |
| Bỉ (BEA)                                                                           | Vàng       | 25.000*                       |
| Pháp (SNEP)                                                                        | —          | 299.000                       |
| * Chứng nhận dựa theo doanh số tiêu thụ. ^ Chứng nhận dựa theo doanh số nhập hàng. |            |                               |

## Các bản hát lại
Trong vòng Giấu mặt của chương trình The Voice: La Plus Belle Voix  mùa thứ 5 vào năm 2013, thí sinh Francesca Rodriguez đã thể hiện lại "Si tu m'aimes" và được huấn luyện viên Florent Pagny chọn vào đội của ông.

## Các phiên bản ở ngôn ngữ khác
Trong quá trình thực hiện album tiếng Anh Lara Fabian (1999), Fabian đã thu âm thêm hai phiên bản tiếng Anh và tiếng Bồ Đào Nha của "Si tu m'aimes". Phiên bản tiếng Anh lấy tên mới là "To Love Again" (tạm dịch: "Để yêu thêm lần nữa") và có phần lời mới do Bruce Roberts chuyển thể từ bản tiếng Pháp. Phiên bản tiếng Bồ Đào Nha lấy tựa đề mới là "Meu Grande Amor" (tạm dịch: "Tình yêu lớn của tôi") và sử dụng phần lời bài hát mới do Dudu Falcão biên soạn. Phần âm nhạc của hai phiên bản tương đối giống nhau và đều được bổ sung thêm âm thanh của một số nhạc cụ mới so với phiên bản gốc. Trong hai phiên bản mới này, Steve Lukather là người chơi các loại đàn guitar (thay cho Allison của bản gốc), Rémy Malo là người chơi guitar bass và Mickey Curry là người chơi trống. Hai phiên bản cũng sử dụng âm thanh của một dàn nhạc do nhà soạn nhạc Jeremy Lubbock chỉ huy và cải biên. "To Love Again" sau đó đã trở thành bài hát chính thức trong tất cả các phiên bản của Lara Fabian, còn "Meu Grande Amor" trở thành bài hát thêm cho phiên bản phát hành tại Brazil của album.
Vào năm 2001, "Meu Grande Amor" được sử dụng làm nhạc nền của loạt phim truyền hình telenovela O Clone của Brazil. Cũng trong năm 2001, Fabian phát hành một đĩa đơn quảng bá có tựa đề "Meu Grande Amor / To Love Again & Dance Remixes" tại quốc gia này. Đĩa đơn gồm bản gốc và các bản phối lại của "To Love Again" và "Meu Grande Amor", cùng một phiên bản không lời của "To Love Again". Trong trận bán kết của chương trình The Voice Brazil mùa thứ 2 vào năm 2013, thí sinh Cecília Militão của đội huấn luyện viên Daniel đã thể hiện lại "Meu Grande Amor". Kết thúc đêm thi, mặc dù số điểm của huấn luyện viên dành cho cô và người đồng đội Rubens Daniel là như nhau, song số lượt bình chọn của khán giả đã giúp Daniel đánh bại Militão để giành vé vào vòng chung kết.